# Quadrula cylindrica
Quadrula cylindrica är en musselart som först beskrevs av Thomas Say 1817.  Quadrula cylindrica ingår i släktet Quadrula och familjen målarmusslor. IUCN kategoriserar arten globalt som nära hotad.

## Underarter
Arten delas in i följande underarter:
- Q. c. cylindrica
- Q. c. strigillata

## Bildgalleri

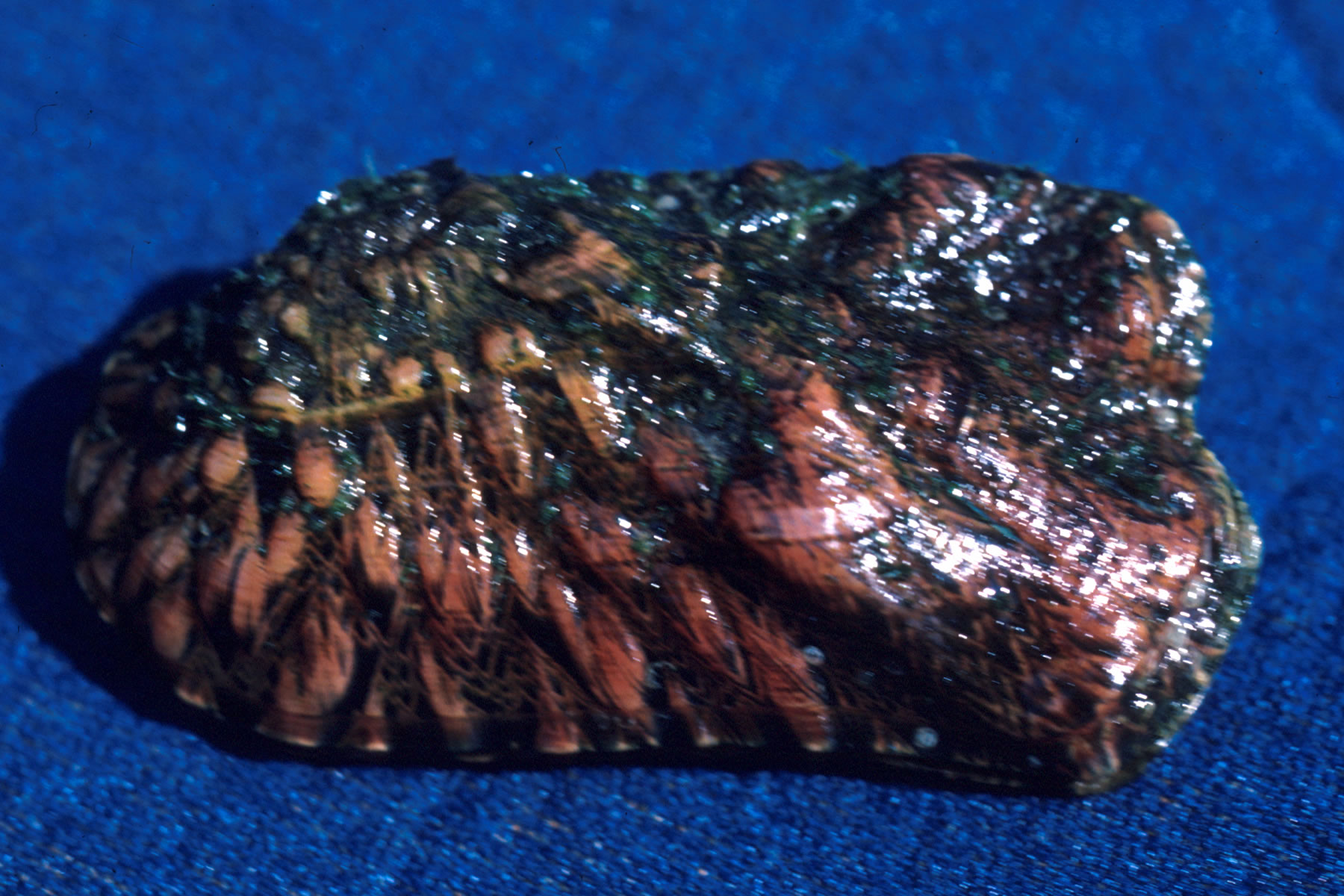
Quadrula cylindrica cylindrica
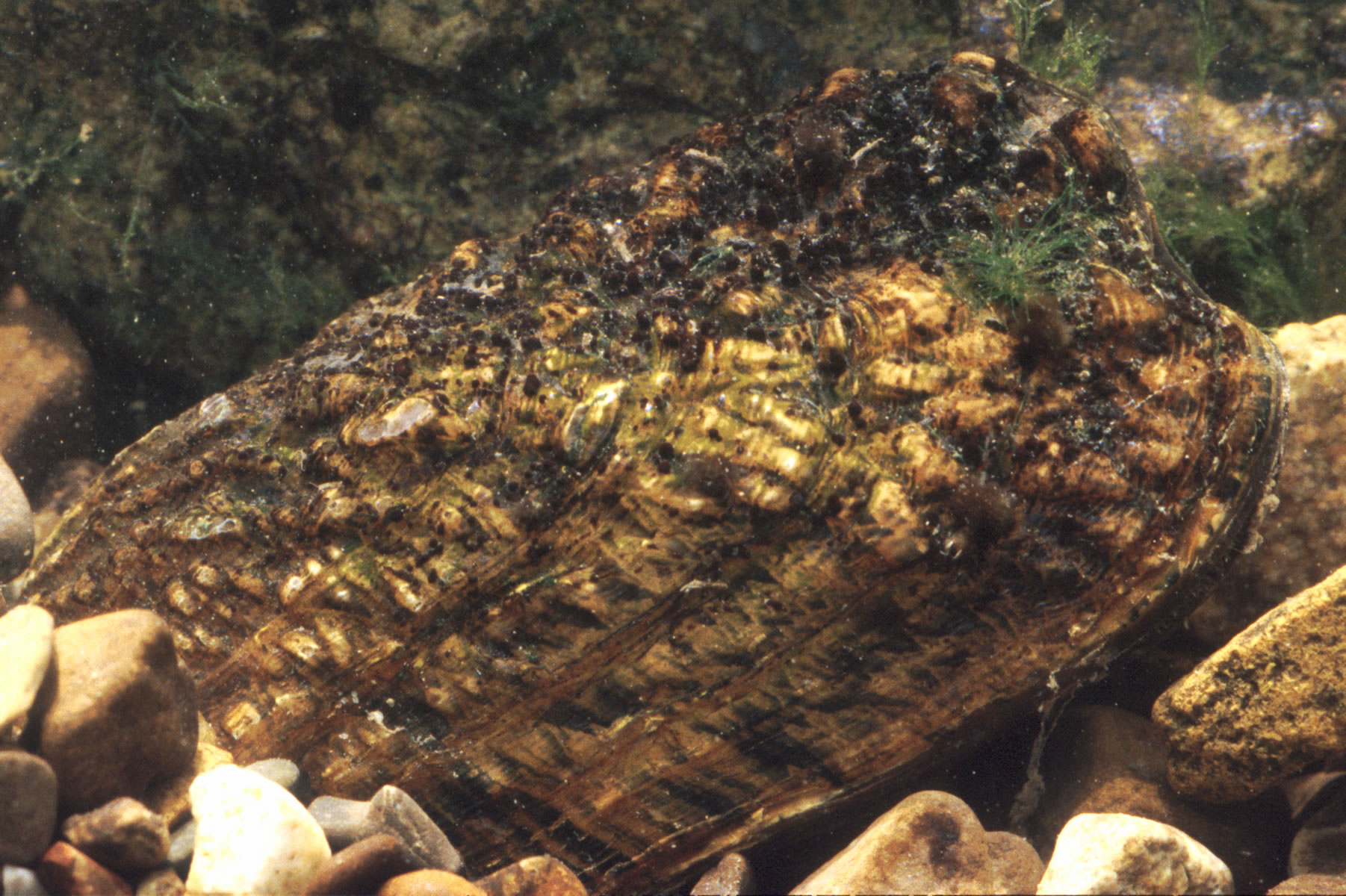
Quadrula cylindrica strigillata